# Associazione Calcio Ozo Mantova 1959-1960
Questa voce raccoglie le informazioni riguardanti l'Associazione Calcio Ozo Mantova nelle competizioni ufficiali della stagione 1959-1960.

## Stagione
Nella stagione 1959-1960 l'Ozo Mantova ha disputato il campionato di Serie B, un torneo a 20 squadre che prevede tre promozioni in Serie A e tre retrocessioni in Serie C, con 39 punti si piazza in sesta posizione della classifica. Salgono in Serie A il Torino con 51 punti, il Lecco con 50 punti ed il Catania con 47 punti, retrocedono il Taranto con 33 punti, il Modena con 32 punti ed il Cagliari con 31 punti.
Nella attuale stagione l'Ozo Mantova si ritrova in Serie B, dopo due splendide promozioni consecutive, guidato dalla sapiente regia di Edmondo Fabbri. L'impresa di stagione è rappresentata dalla vittoria in casa del Torino il 15 novembre, Toro che è destinato a dominare il torneo cadetto, sarà promosso in Serie A con Lecco e Catania. L'Ozo Mantova a sei turni dal termine si trova nei bassifondi con tredici squadre racchiuse in tre punti, con tre retrocessioni previste. Mondino Fabbri dà la scossa e con un finale di campionato travolgente, cinque vittorie in sei partite, i biancorossi chiuderanno il torneo al sesto posto. Miglior realizzatore stagionale biancorosso è Renzo Uzzecchini autore di 12 reti.

## Rosa
| N. |                   | Ruolo | Calciatore            |
| -- | ----------------- | ----- | --------------------- |
|    | Italia (bandiera) | P     | William Negri         |
|    | Italia (bandiera) | P     | Giancarlo Tonoli      |
|    | Italia (bandiera) | D     | Piero Ferri           |
|    | Italia (bandiera) | D     | Franco Giavara        |
|    | Italia (bandiera) | D     | Sergio Pini           |
|    | Italia (bandiera) | D     | Ermanno Tarabbia      |
|    | Italia (bandiera) | D     | Franco Martinelli (I) |
|    | Italia (bandiera) | D     | Massimo Paccini       |
|    | Italia (bandiera) | C     | Giancarlo Cadè        |
|    | Italia (bandiera) | C     | Sergio Dal Miglio     |

| N. |                   | Ruolo | Calciatore        |
| -- | ----------------- | ----- | ----------------- |
|    | Italia (bandiera) | C     | Gustavo Giagnoni  |
|    | Italia (bandiera) | C     | Renzo Longhi      |
|    | Italia (bandiera) | C     | Eugenio Rizzolini |
|    | Italia (bandiera) | C     | Luigi Simoni      |
|    | Italia (bandiera) | C     | Mario Veneri      |
|    | Italia (bandiera) | A     | Nicola Chiricallo |
|    | Italia (bandiera) | A     | Roberto Oltramari |
|    | Italia (bandiera) | A     | Giancarlo Rebizzi |
|    | Italia (bandiera) | A     | Ettore Recagni    |
|    | Italia (bandiera) | A     | Renzo Uzzecchini  |

## Risultati

### Serie B

#### Girone di andata
| Mantova 20 settembre 1959 1ª giornata | Ozo Mantova      | 0 – 0 | Novara | Stadio Danilo Martelli\| Arbitro: \| Samani (Trieste) \| |
| Arbitro:                              | Samani (Trieste) |       |        |                                                          |

| Arbitro: | Parisi (Messina) |

|                |           |               |
| Menichelli 75’ | Marcatori | 64’ Oltramari |

| Arbitro: | Borasio (Alessandria) |

|                       |           |             |
| Ferri 53’ Rebizzi 63’ | Marcatori | 85’ Busetto |

| Arbitro: | Stanzione (Siderno) |

|                               |           |  |
| Ferretti 55’ Biagini 72’, 84’ | Marcatori |  |

| Arbitro: | Gazzano (Genova) |

|                           |           |  |
| Fiorindi 13’ Biagioli 90’ | Marcatori |  |

| Arbitro: | De Marchi (Pordenone) |

|  |           |                                |
|  | Marcatori | 27’ Pinti 72’ (rig.) Pistacchi |

| Arbitro: | Bartolomei (Roma) |

|                            |           |  |
| Buratti 17’ Alessandri 87’ | Marcatori |  |

| Arbitro: | Gay (Asti) |

|                              |           |               |
| Uzzecchini 19’ Rizzolini 72’ | Marcatori | 55’ Governato |

| Arbitro: | Sbardella (Roma) |

|  |           |               |
|  | Marcatori | 61’ Rizzolini |

| Arbitro: | Famulari (Messina) |

|              |           |  |
| Giagnoni 41’ | Marcatori |  |

| Arbitro: | Capodagli (Ravenna) |

|            |           |                     |
| Busato 55’ | Marcatori | 71’ (rig.) Tarabbia |

| Arbitro: | Butti (Como) |

|                |           |               |
| Uzzecchini 84’ | Marcatori | 56’ Fraschini |

| Arbitro: | Rebuffo (Milano) |

|              |           |            |
| Fontanot 18’ | Marcatori | 1’ Rebizzi |

| Arbitro: | Gay (Asti) |

|                                        |           |  |
| Uzzecchini 3’ Rebizzi 62’ Giagnoni 63’ | Marcatori |  |

| Arbitro: | Bartolomei (Roma) |

|              |           |  |
| Bredesen 37’ | Marcatori |  |

| Arbitro: | Angonese (Mestre) |

|                |           |             |
| Uzzecchini 15’ | Marcatori | 38’ Lorenzi |

| Arbitro: | Gazzano (Genova) |

|                                     |           |             |
| Rebizzi 13’ Oltramari 40’, 85’, 90’ | Marcatori | 5’ Tomeazzi |

| Arbitro: | D'Agostini (Roma) |

|                |           |  |
| Ghersetich 11’ | Marcatori |  |

| Arbitro: | Cataldo (Siderno) |

|                         |           |           |
| Tinazzi 31’ Baruffi 48’ | Marcatori | 6’ Simoni |

#### Girone di ritorno
| Arbitro: | De Robbio (Torre Annunziata) |

|                        |           |                |
| Mentani 62’ Macchi 81’ | Marcatori | 60’ Uzzecchini |

| Arbitro: | Di Tonno (Lecce) |

|                    |           |                                     |
| Uzzecchini 2’, 16’ | Marcatori | 72’ (rig.) Azzali I 79’ Balestrieri |

| Arbitro: | Francescon (Padova) |

|                               |           |                |
| Colomban 19’ Serradimigni 84’ | Marcatori | 43’ Uzzecchini |

| Mantova 28 febbraio 1960 23ª giornata | Ozo Mantova      | 0 – 0 | Catania | Stadio Danilo Martelli\| Arbitro: \| Babini (Ravenna) \| |
| Arbitro:                              | Babini (Ravenna) |       |         |                                                          |

| Arbitro: | Genel |

|                   |           |  |
| Rizzolini 2’, 42’ | Marcatori |  |

| Arbitro: | Rastrelli (Forlì) |

|                                |           |  |
| Pistacchi 50’ (rig.) Pinti 72’ | Marcatori |  |

| Arbitro: | Parisi (Messina) |

|              |           |  |
| Giagnoni 25’ | Marcatori |  |

| Arbitro: | Cataldo (Siderno) |

|  |           |            |
|  | Marcatori | 72’ Simoni |

| Arbitro: | Roversi (Bologna) |

|                |           |            |
| Uzzecchini 49’ | Marcatori | 82’ Crippa |

| Arbitro: | Sebastio (Taranto) |

|             |           |  |
| Taccola 39’ | Marcatori |  |

| Arbitro: | Stanzione (Salerno) |

|                                 |           |                 |
| Simoni 35’ Sacchiero 60’ (aut.) | Marcatori | 81’ (aut.) Pini |

| Arbitro: | Ascari (Carpi) |

|                               |           |                |
| Pini 28’ (aut.) Redegalli 77’ | Marcatori | 13’ Uzzecchini |

| Arbitro: | Marchese (Napoli) |

|            |           |                    |
| Simoni 17’ | Marcatori | 15’, 70’ Gilardoni |

| Arbitro: | Borasio (Alessandria) |

|  |           |                            |
|  | Marcatori | 14’ Tarabbia 64’ Rizzolini |

| Arbitro: | Genel (Trieste) |

|                                              |           |  |
| Rizzolini 13’ Simoni 63’ Cardillo 72’ (aut.) | Marcatori |  |

| Arbitro: | Ferrari (Milano) |

|                       |           |                         |
| Bersellini 19’ (rig.) | Marcatori | 65’ Giagnoni 90’ Simoni |

| Arbitro: | Samani (Trieste) |

|  |           |                |
|  | Marcatori | 53’ Uzzecchini |

| Arbitro: | Roversi (Bologna) |

|  |           |             |
|  | Marcatori | 72’ Fanello |

| Arbitro: | Molinari (Genova) |

|                           |           |  |
| Uzzecchini 14’ Simoni 66’ | Marcatori |  |

### Coppa Italia
| Arbitro: | Leita (Udine) |

|                               |           |                               |
| Oltramari 28’ Chiricallo 117’ | Marcatori | 5’ Ogliari 95’, 96’ Pistacchi |

## Statistiche

### Statistiche di squadra
| Competizione | Punti | In casa | In casa | In casa | In casa | In casa | In casa | In trasferta | In trasferta | In trasferta | In trasferta | In trasferta | In trasferta | Totale | Totale | Totale | Totale | Totale | Totale | DR |
| Competizione | Punti | G       | V       | N       | P       | Gf      | Gs      | G            | V            | N            | P            | Gf           | Gs           | G      | V      | N      | P      | Gf     | Gs     | DR |
| ------------ | ----- | ------- | ------- | ------- | ------- | ------- | ------- | ------------ | ------------ | ------------ | ------------ | ------------ | ------------ | ------ | ------ | ------ | ------ | ------ | ------ | -- |
| Serie B      | 39    | 19      | 10      | 6       | 3       | 28      | 14      | 19           | 5            | 3            | 11           | 14           | 24           | 38     | 15     | 9      | 14     | 42     | 38     | +4 |
| Coppa Italia |       | 1       | 0       | 0       | 1       | 2       | 3       | -            | -            | -            | -            | -            | -            | 1      | 0      | 0      | 1      | 2      | 3      | -1 |
| Totale       |       | 20      | 10      | 6       | 4       | 30      | 17      | 19           | 5            | 3            | 11           | 14           | 24           | 39     | 15     | 9      | 15     | 44     | 41     | +3 |

### Statistiche dei giocatori
| Giocatore     | Serie B  | Serie B | Coppa Italia | Coppa Italia | Totale   | Totale |
| Giocatore     | Presenze | Reti    | Presenze     | Reti         | Presenze | Reti   |
| ------------- | -------- | ------- | ------------ | ------------ | -------- | ------ |
| G. Cadè       | 6        | 0       | -            | -            | 6        | 0      |
| N. Chiricallo | 29       | 0       | 1            | 1            | 30       | 1      |
| S. Dal Miglio | 2        | 0       | -            | -            | 2        | 0      |
| P. Ferri      | 29       | 1       | 1            | 0            | 30       | 1      |
| G. Giagnoni   | 37       | 4       | 1            | 0            | 38       | 4      |
| F. Giavara    | 33       | 0       | 1            | 0            | 34       | 0      |
| R. Longhi     | 24       | 0       | 1            | 0            | 25       | 0      |
| F. Martinelli | 11       | 0       | -            | -            | 11       | 0      |
| W. Negri      | 34       | -35     | 1            | -3           | 35       | -38    |
| R. Oltramari  | 19       | 4       | 1            | 1            | 20       | 5      |
| M. Paccini    | 8        | 0       | -            | -            | 8        | 0      |
| S. Pini       | 27       | 0       | 1            | 0            | 28       | 0      |
| G. Rebizzi    | 19       | 4       | -            | -            | 19       | 4      |
| E. Rizzolini  | 29       | 5       | -            | -            | 29       | 5      |
| L. Simoni     | 26       | 7       | 1            | 0            | 27       | 7      |
| E. Tarabbia   | 33       | 2       | 1            | 0            | 34       | 2      |
| G. Tonoli     | 4        | -3      | -            | -            | 4        | -3     |
| R. Uzzecchini | 30       | 13      | 1            | 0            | 31       | 13     |
| M. Veneri     | 18       | 0       | 1            | 0            | 19       | 0      |